# Stronisława
Stronisława – staropolskie imię żeńskie, złożone z członu Stroni- ("stronić, unikać") oraz członu -sława ("sława"). Oznacza "tę, która stroni od sławy".
Forma męska: Stronisław.
Stronisława imieniny obchodzi 5 września.